# Bad Kreuznach
Bad Kreuznach egy fürdőváros és a megye székhelye Németországban, a Rajna-vidék-Pfalz azonos nevű kerületében. Regionális központ, a régió közigazgatási, kulturális és gazdasági központja, a régiónak több mint 150.000 lakosa van.

## Fekvése
Kirchheimbolandentől északra, a Nahe folyó két partján fekvő település.

## Leírása
A város az egykori római Cruciniacum erődítmény helyén épült. Jelentős szőlőműveléssel, sok gyógyforrással, gyógyfürdővel rendelkező fürdőváros.
A Nahe folyó jobb partján fekszik az óváros, melynek központja a Kreuzstrasse és a Mannheimer Strasse kereszteződése, mely utóbbi a festői Öreg Nahe-hídnál (Alte Nahebrücke) végződik.
A Nahe bal partja felett a boráról híres 159 m magasságú Kauzberg magasodik, melyen az 1689-ben lerombolt vár maradványai találhatók.

## Nevezetességek
- Karl Geib helytörténeti múzeum (Karl Geib-Heimatmuseum) – benne római kori, II. századból származó mozaikpadlók láthatók,
- Szent Pál templom (Pauluskirche),
- Miklós-templom (Nicolauskirche),
- Dr. Faust háza (Dr. Faust-Haus), mely a szájhagyomány szerint dr. Johann Faust lakhelye volt: A Goethe "Faust""-ját megihlető személy, Georg, vagy Johann Faust 1480-1539 körül élt, tudományos – doktori – fokozatot szerzett és Bad Kreuznachban volt iskolamester. Miután állásából elmozdították, bejárta Németföldet mint mágus, orvos, csillagjós, alkimista. Kalandos életének köszönhetően vált az ördöggel cimboráló mondai alakká. Dr. Faust történetének több népi változata volt ismert, végül alakját Goethe alkotta meg, de azóta is sokféle művészi változata ismert.

## Galéria

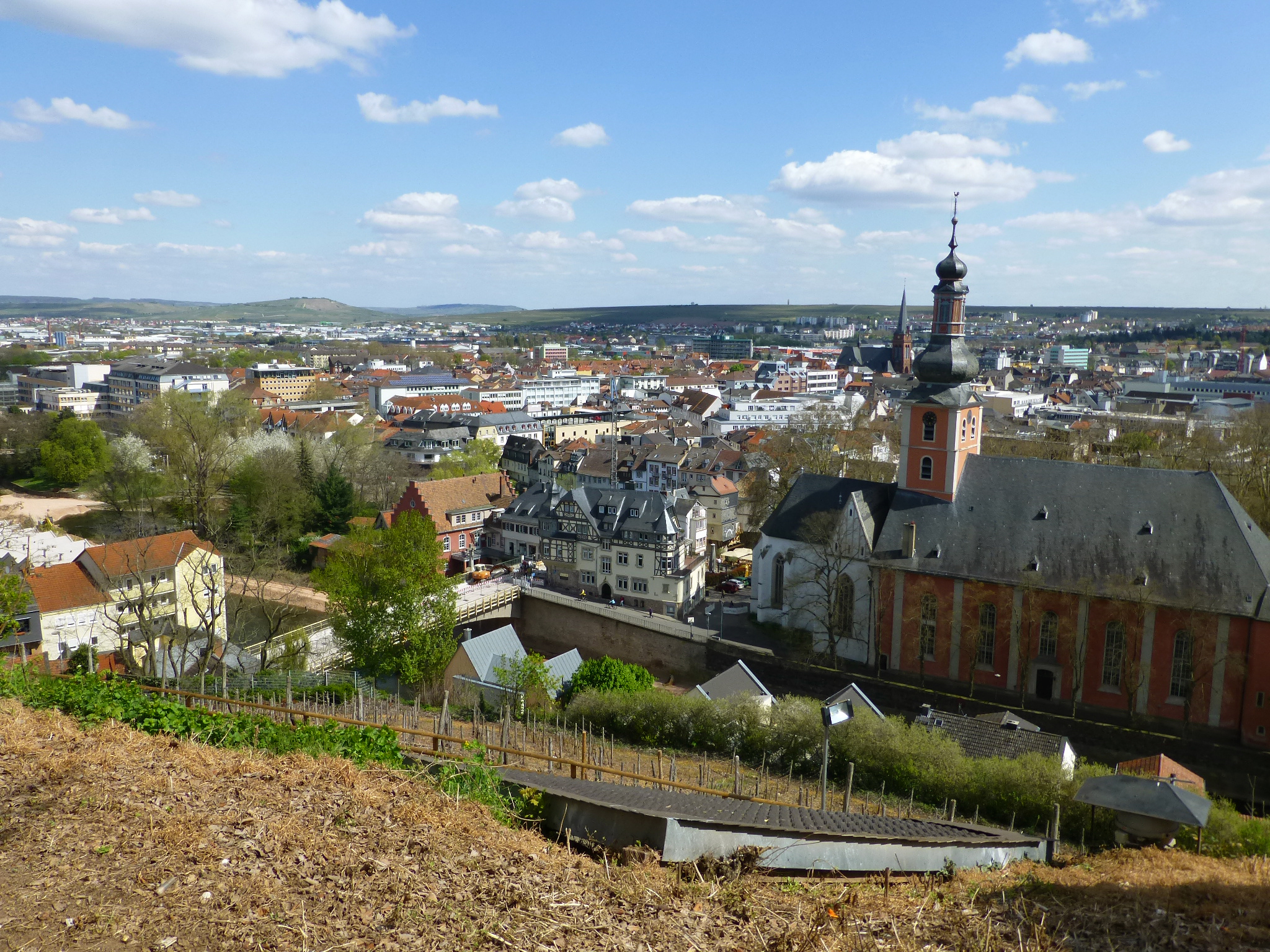
A város látképe a Szent Pál templommal
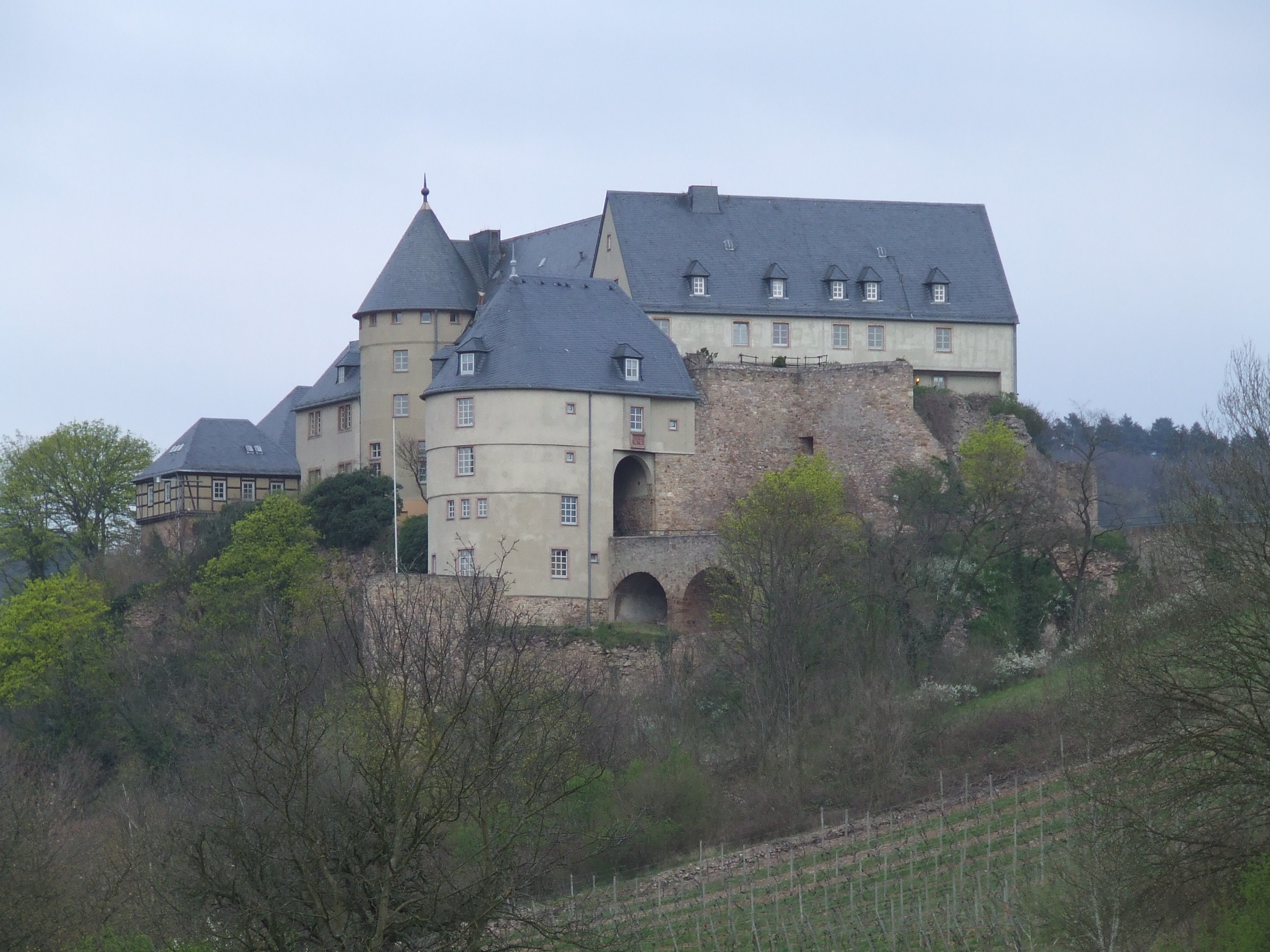
Az ebernburgi vár
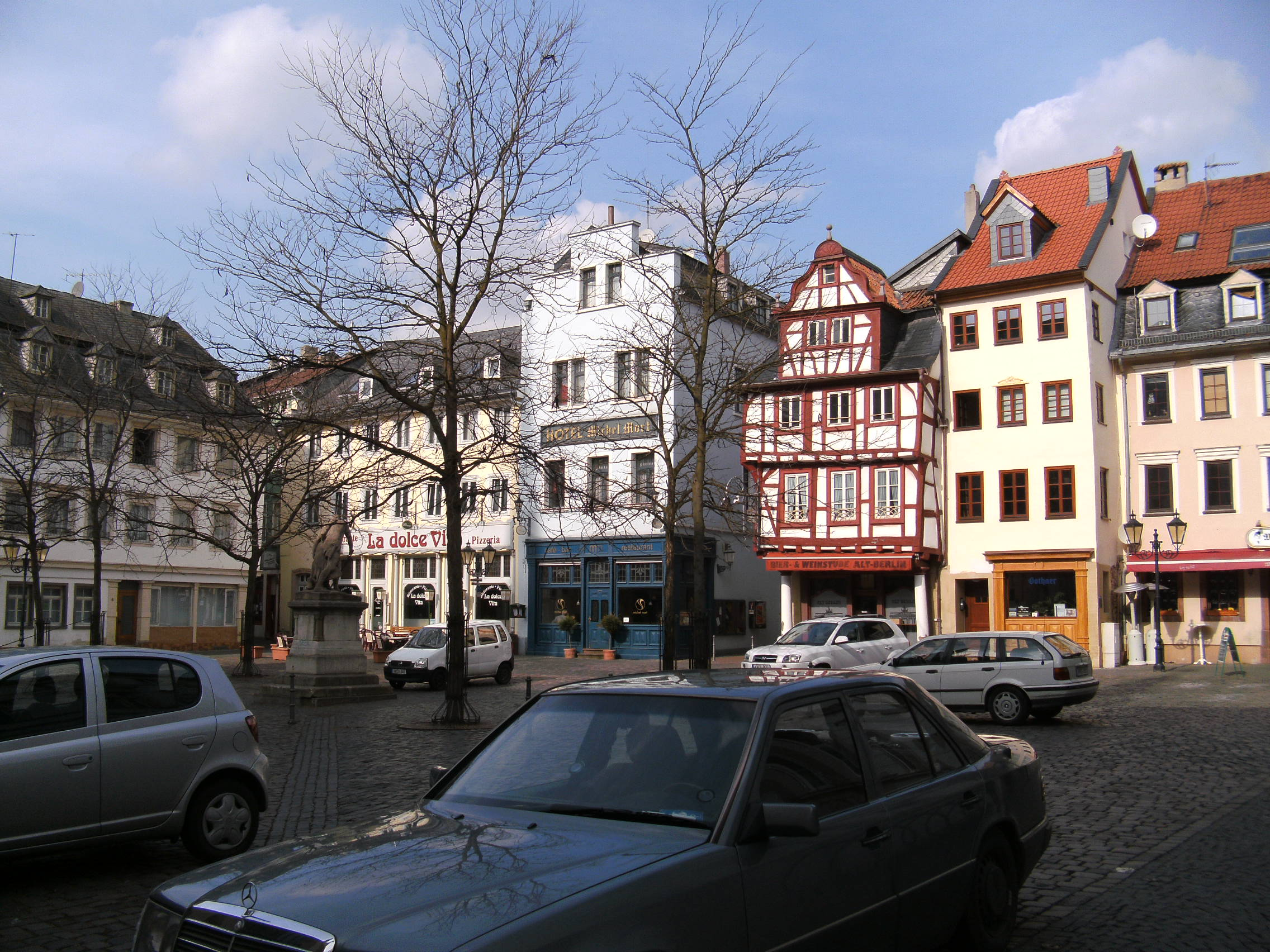
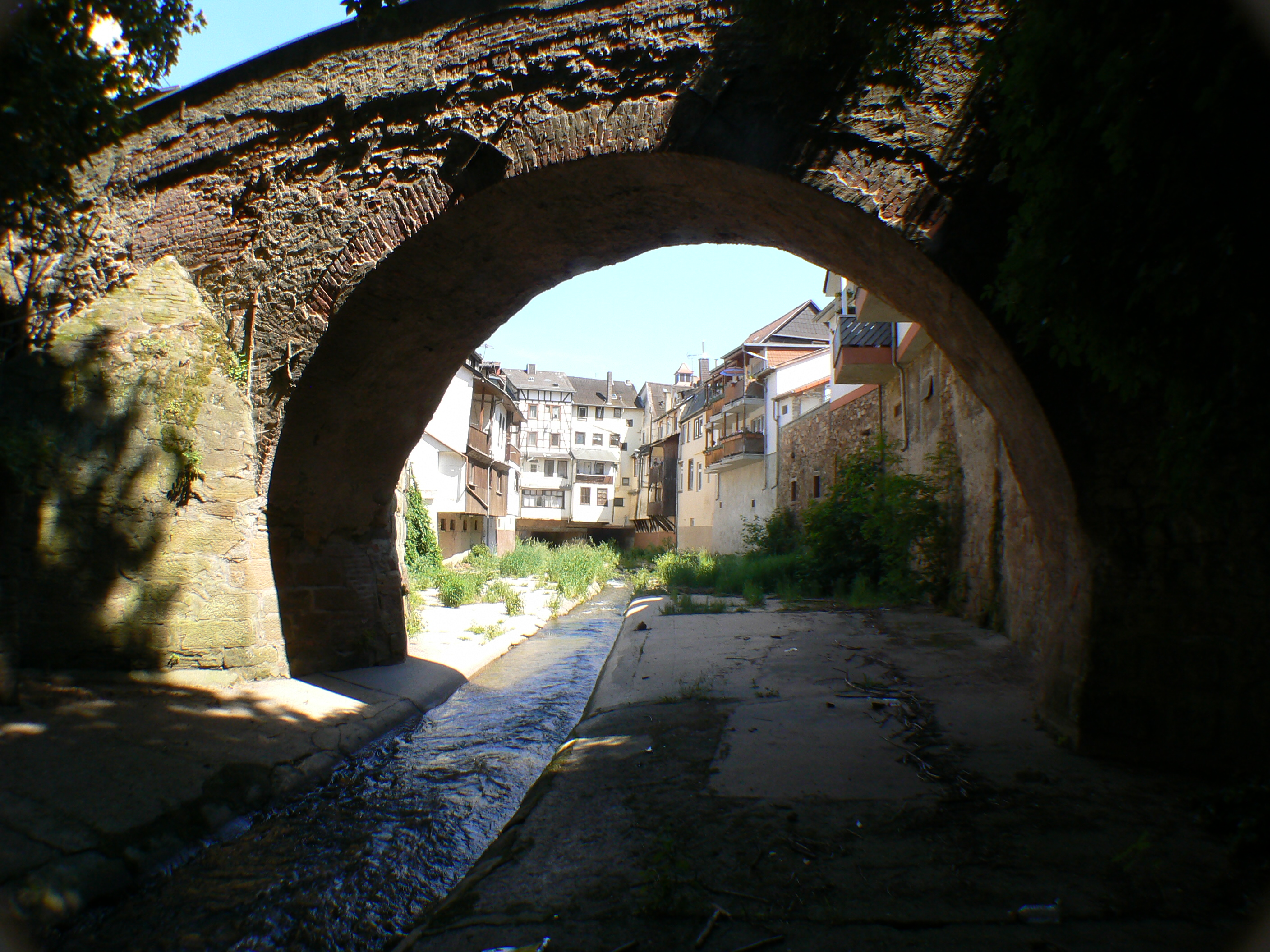
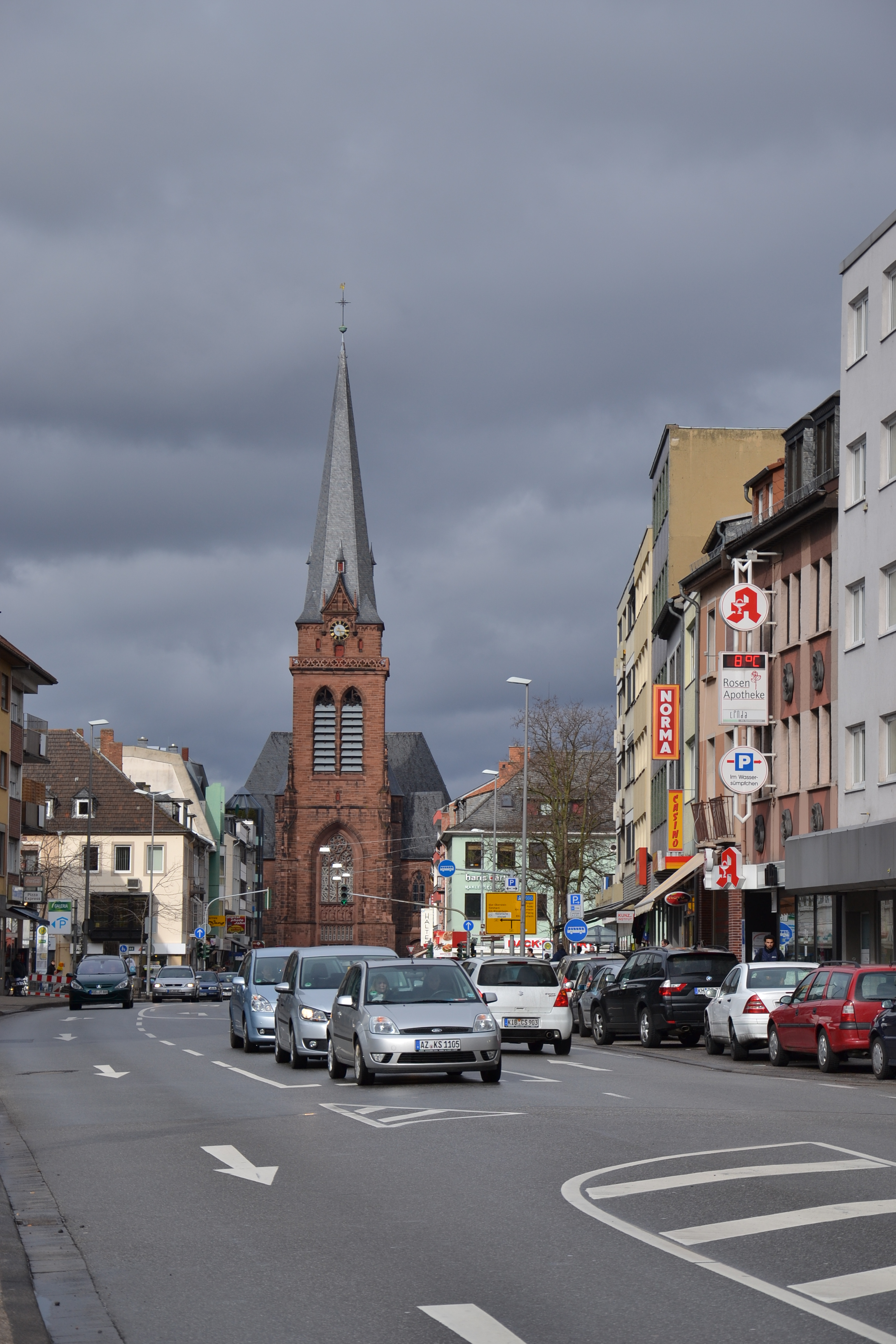
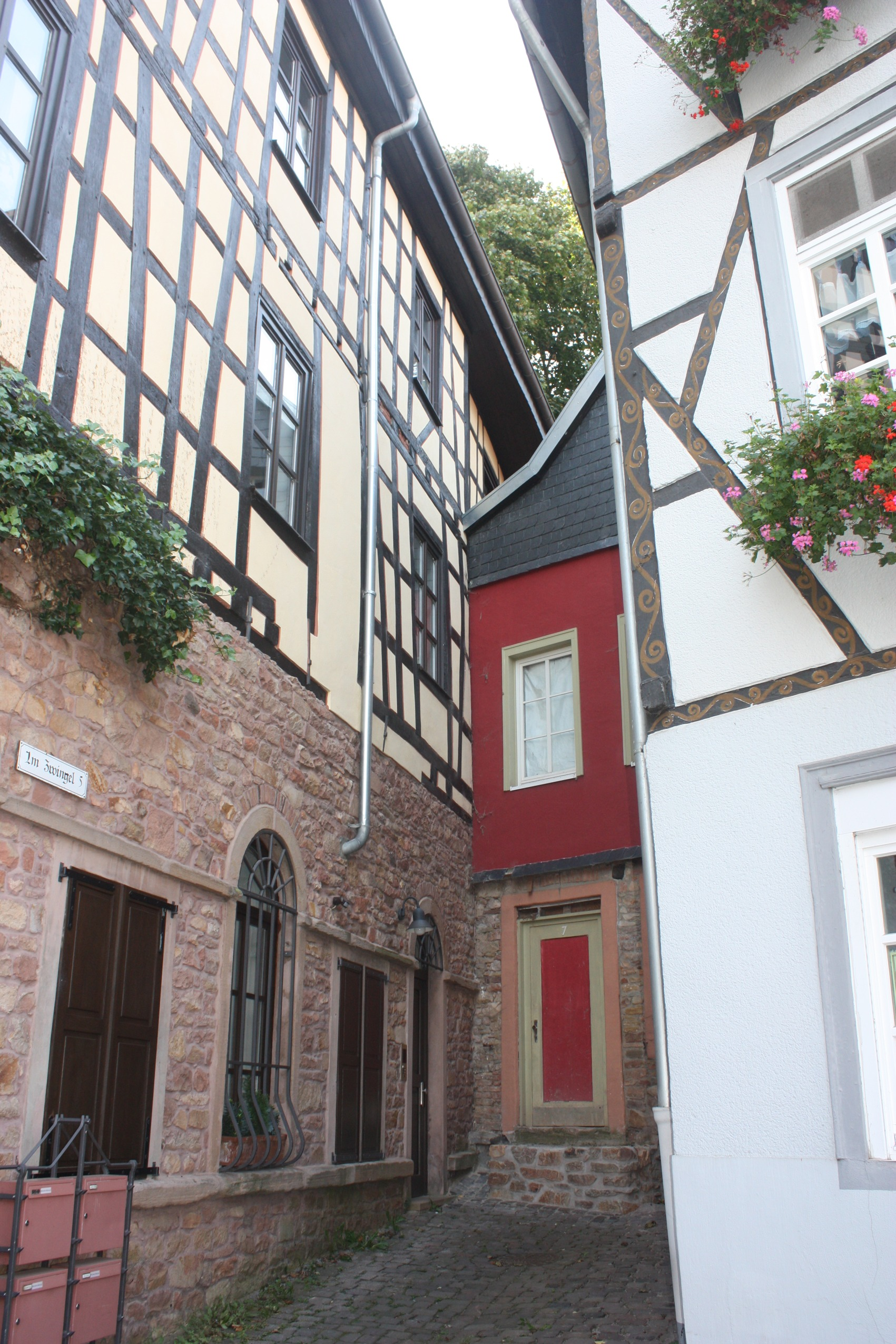
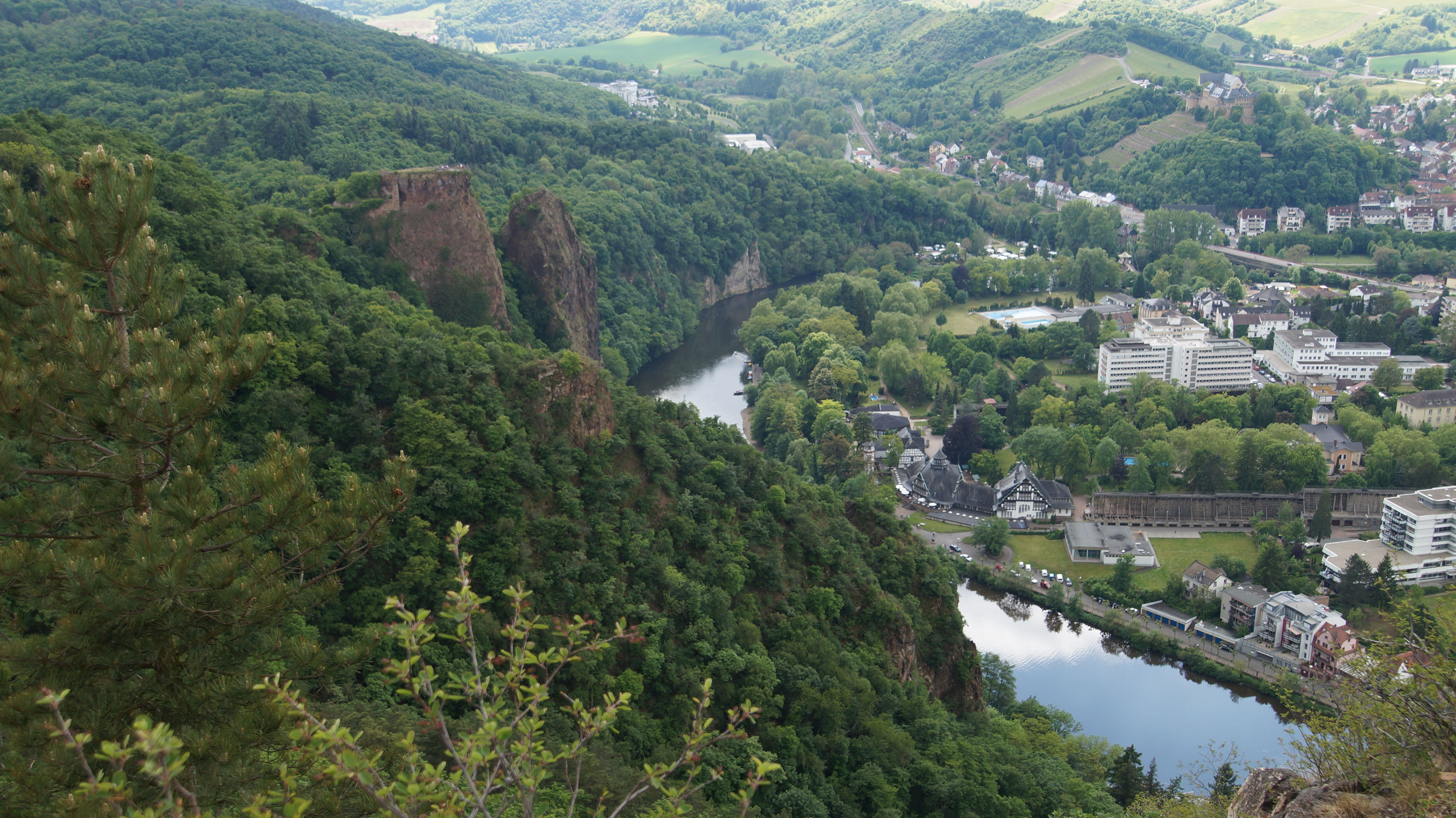
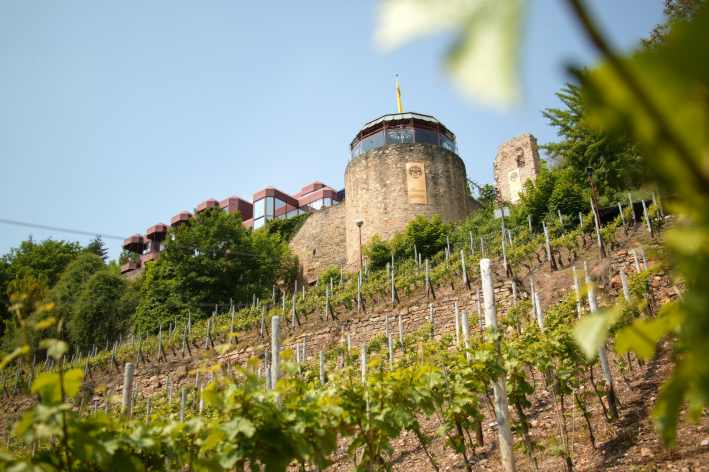
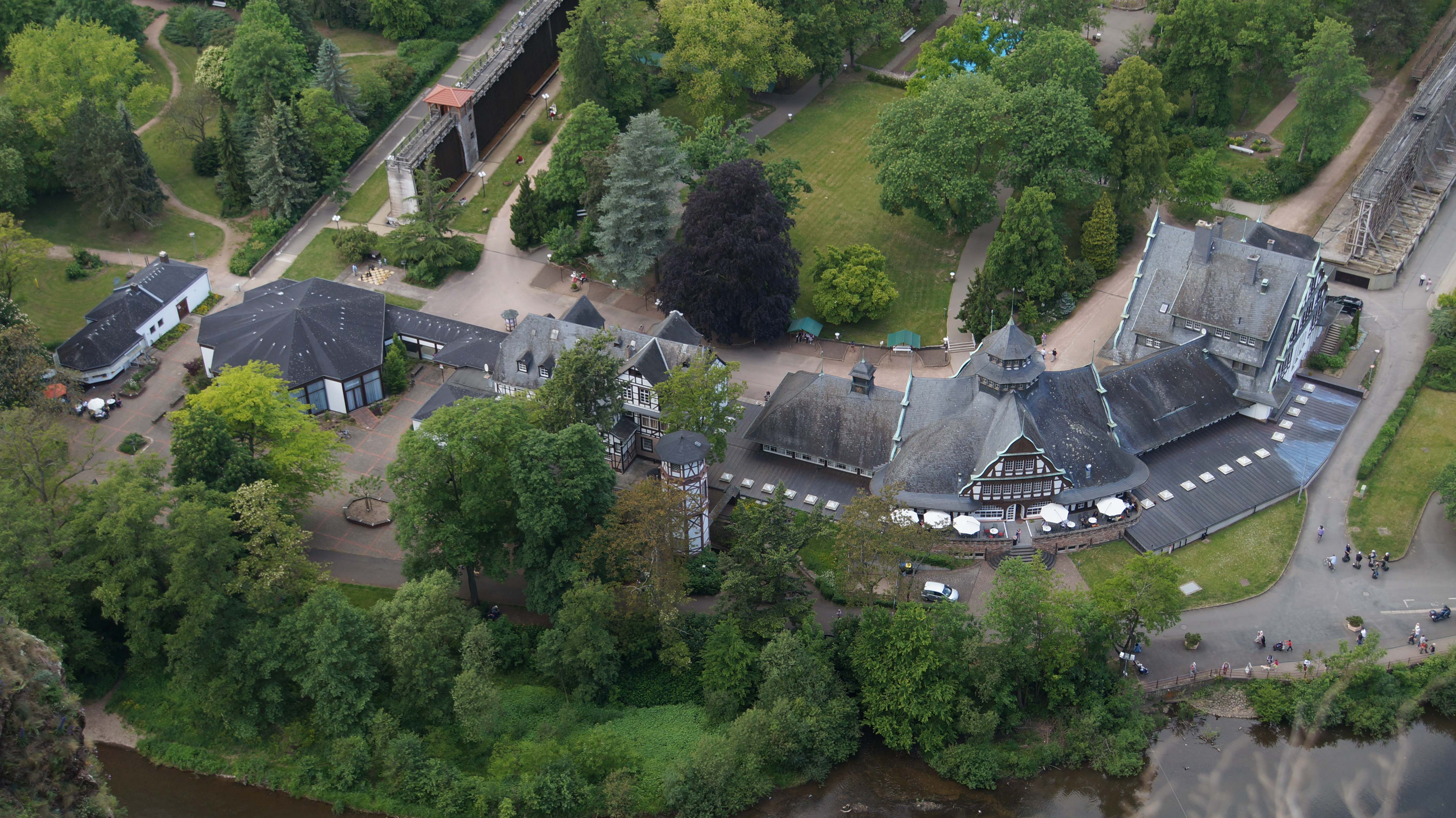
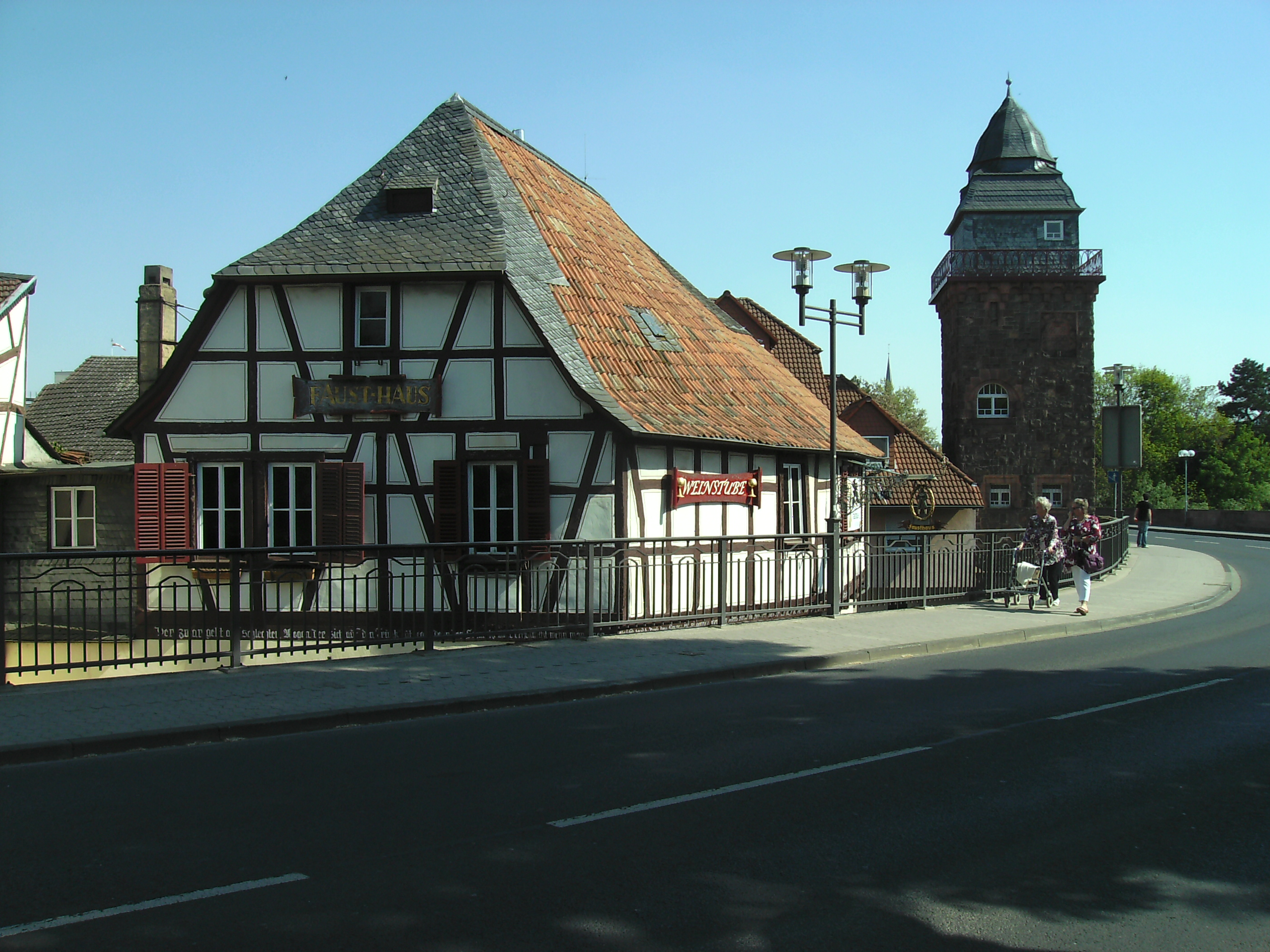

### Az egykori római Cruciniacum erődítmény emlékei

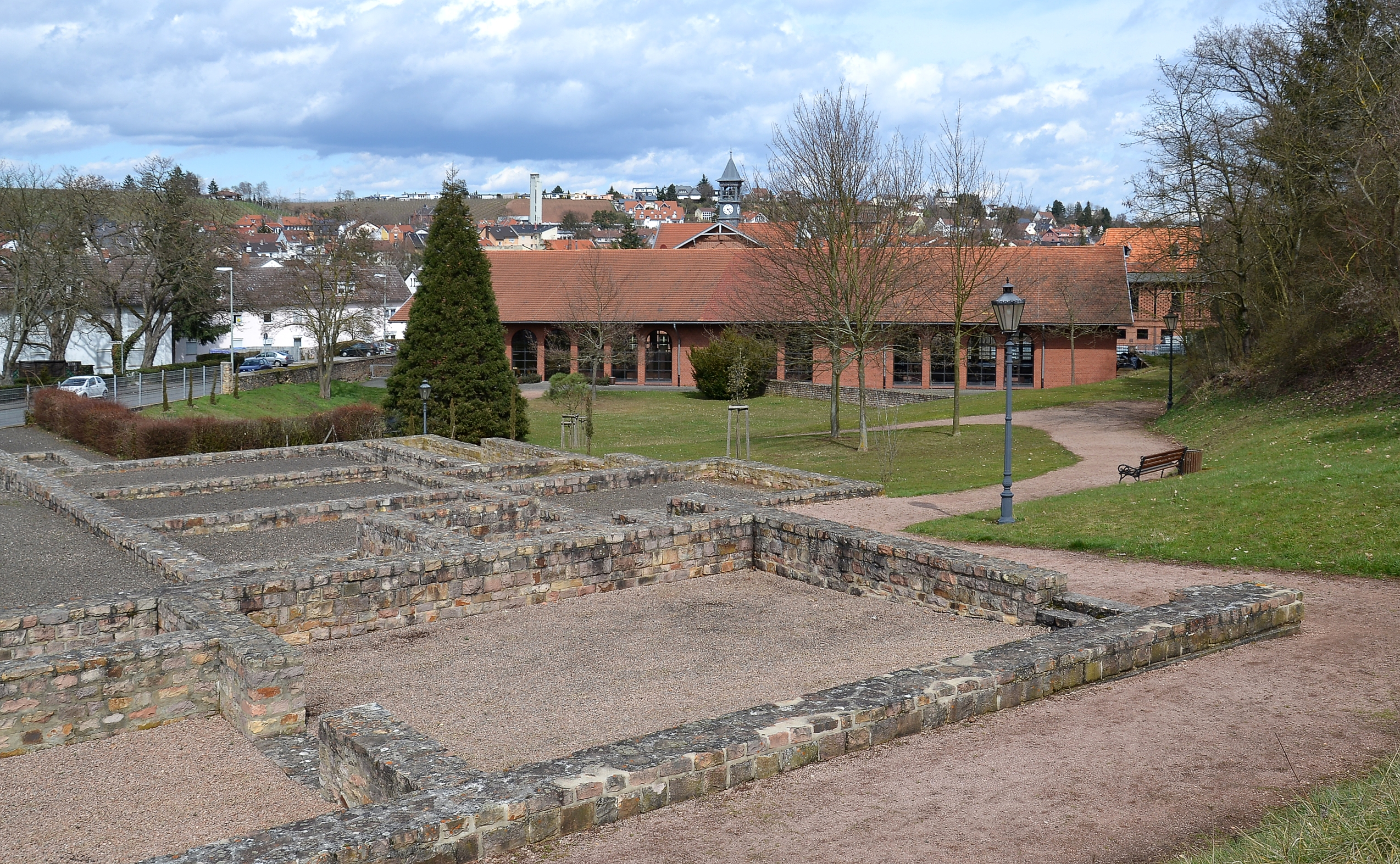
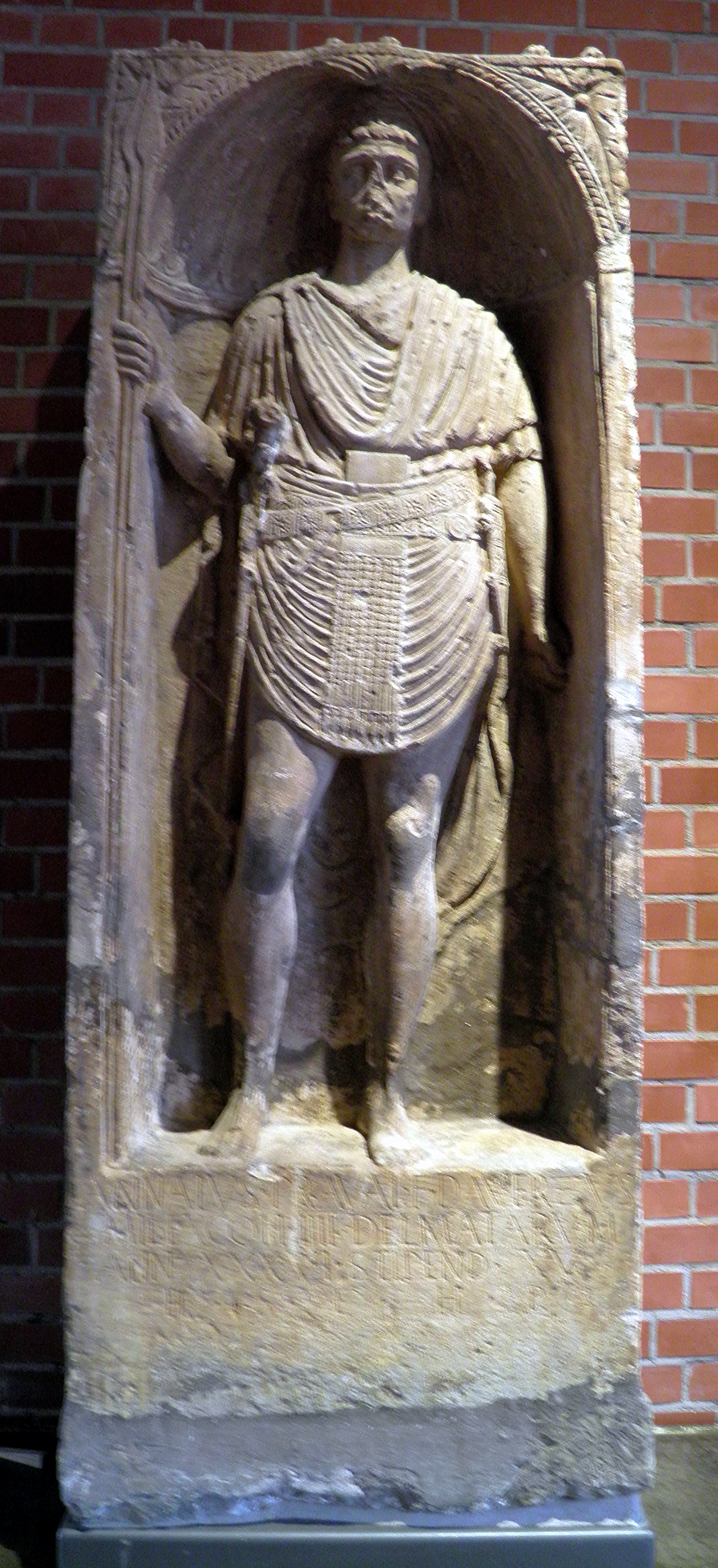
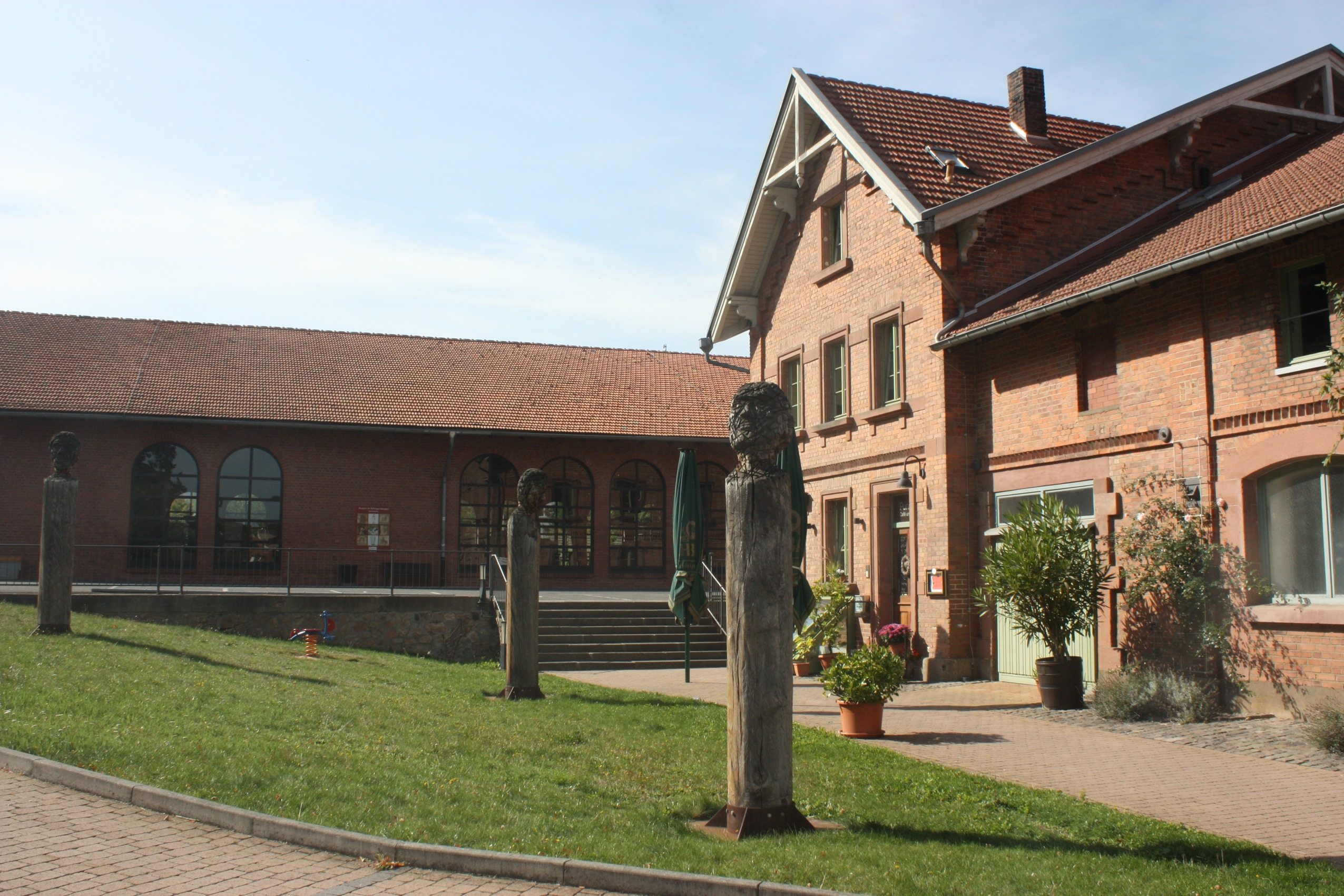
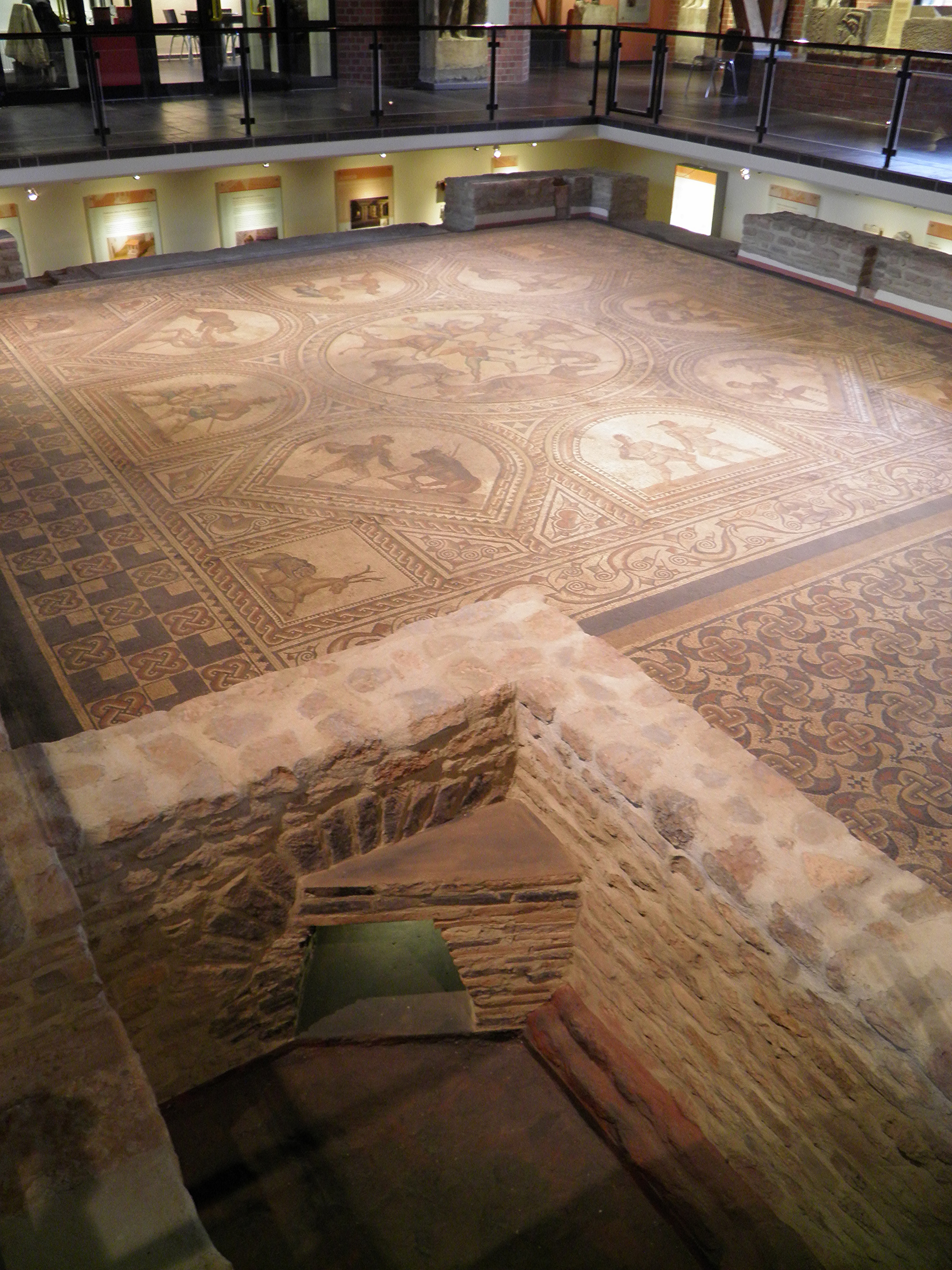
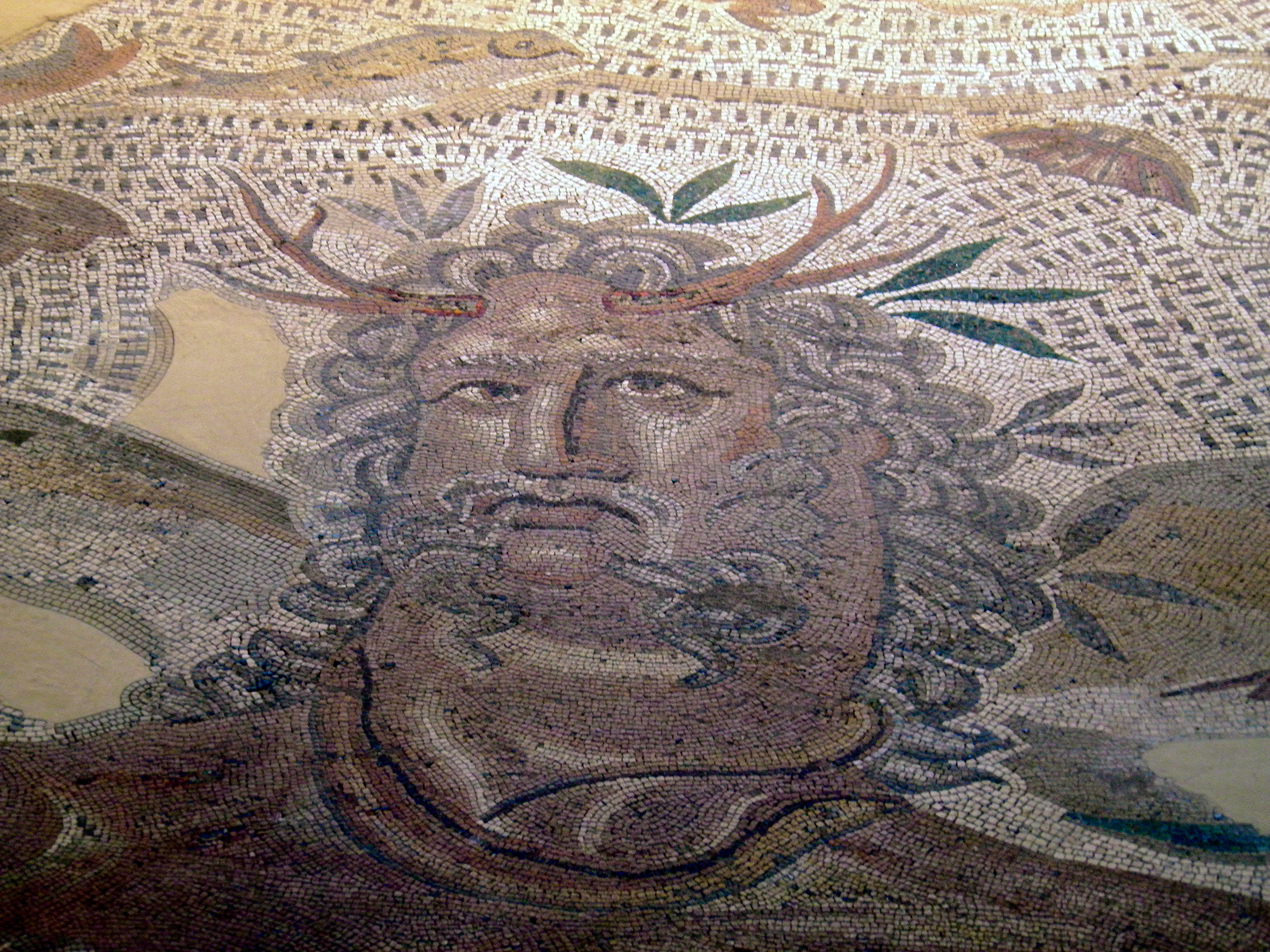
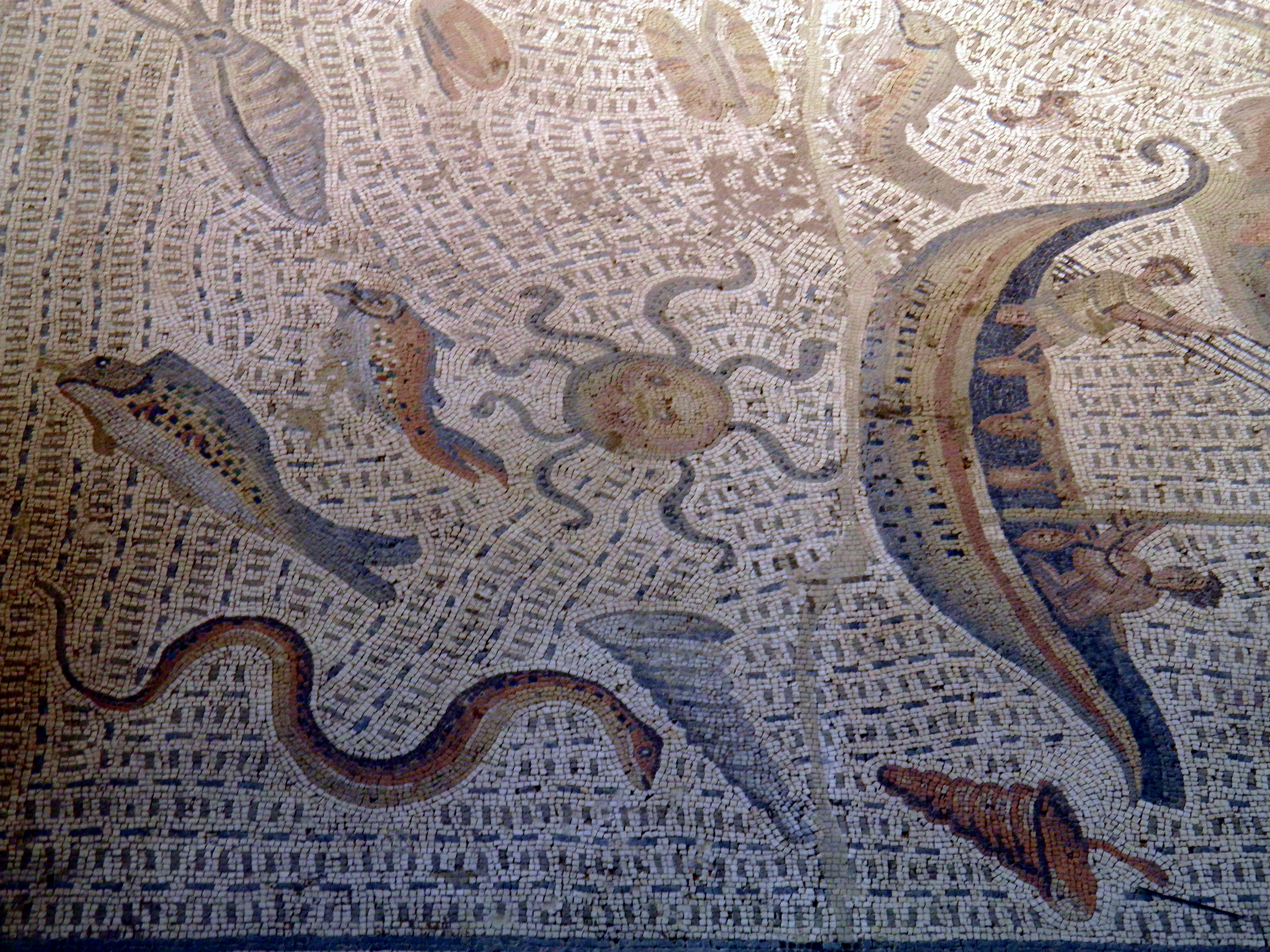
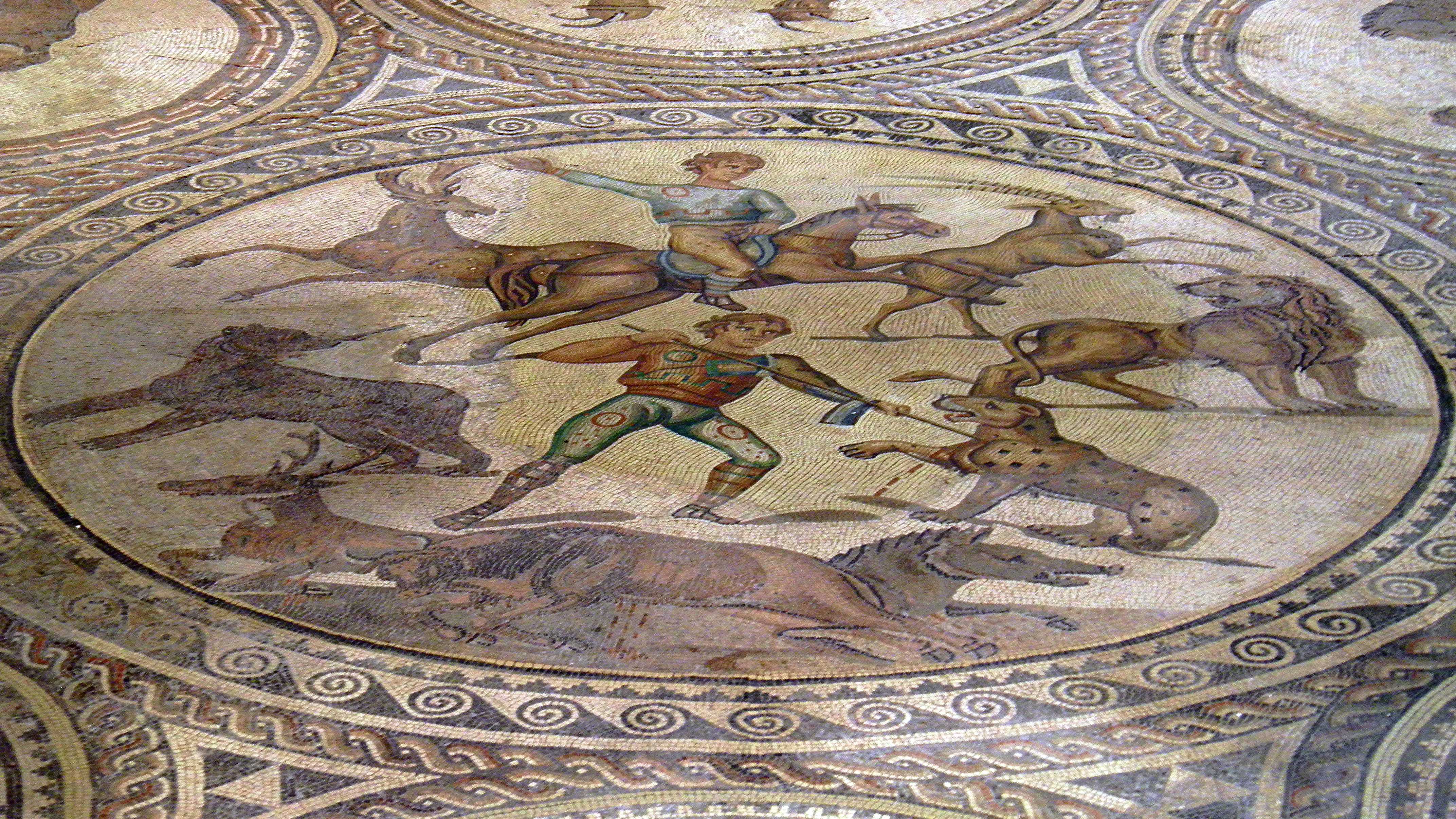
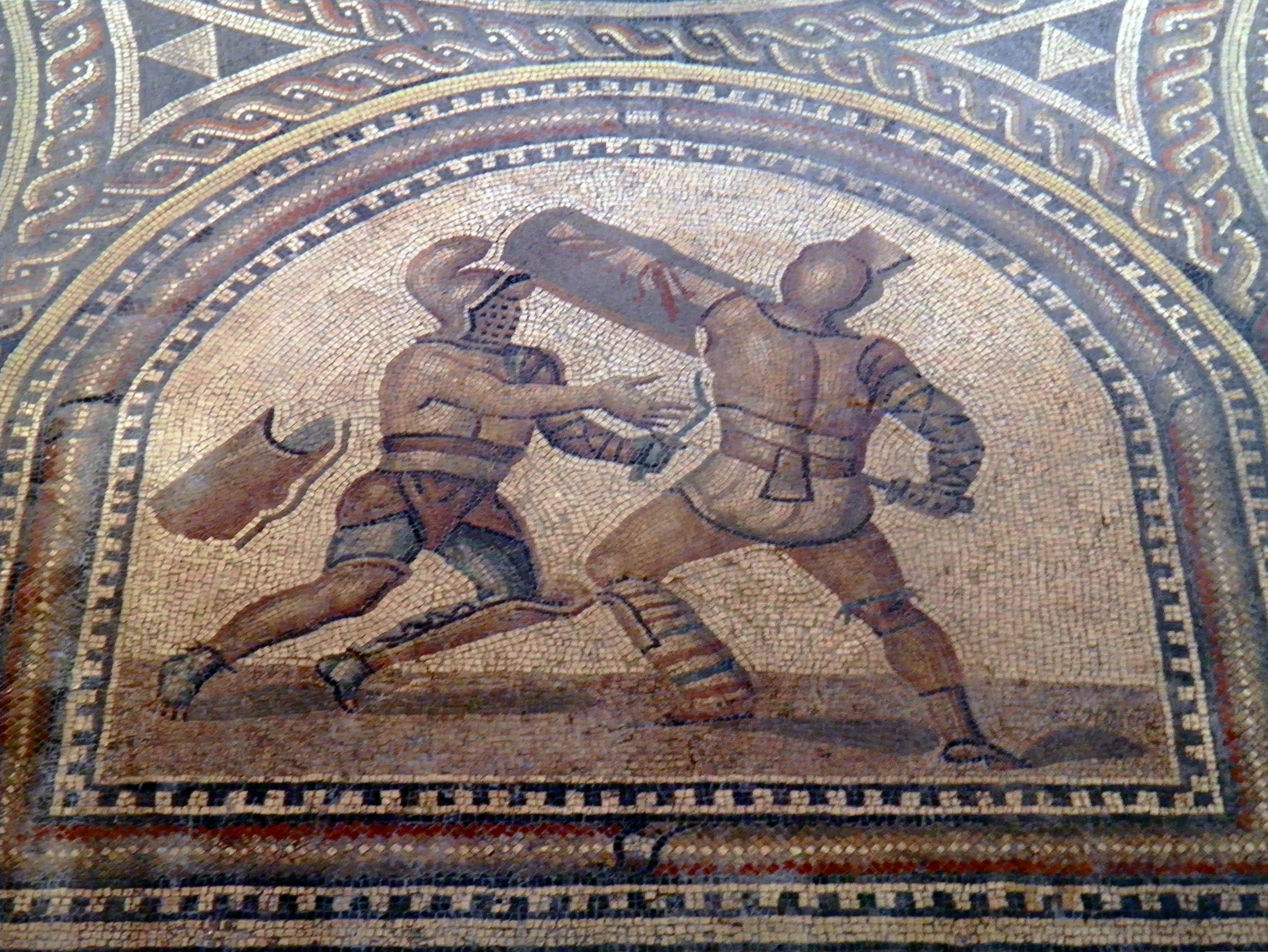
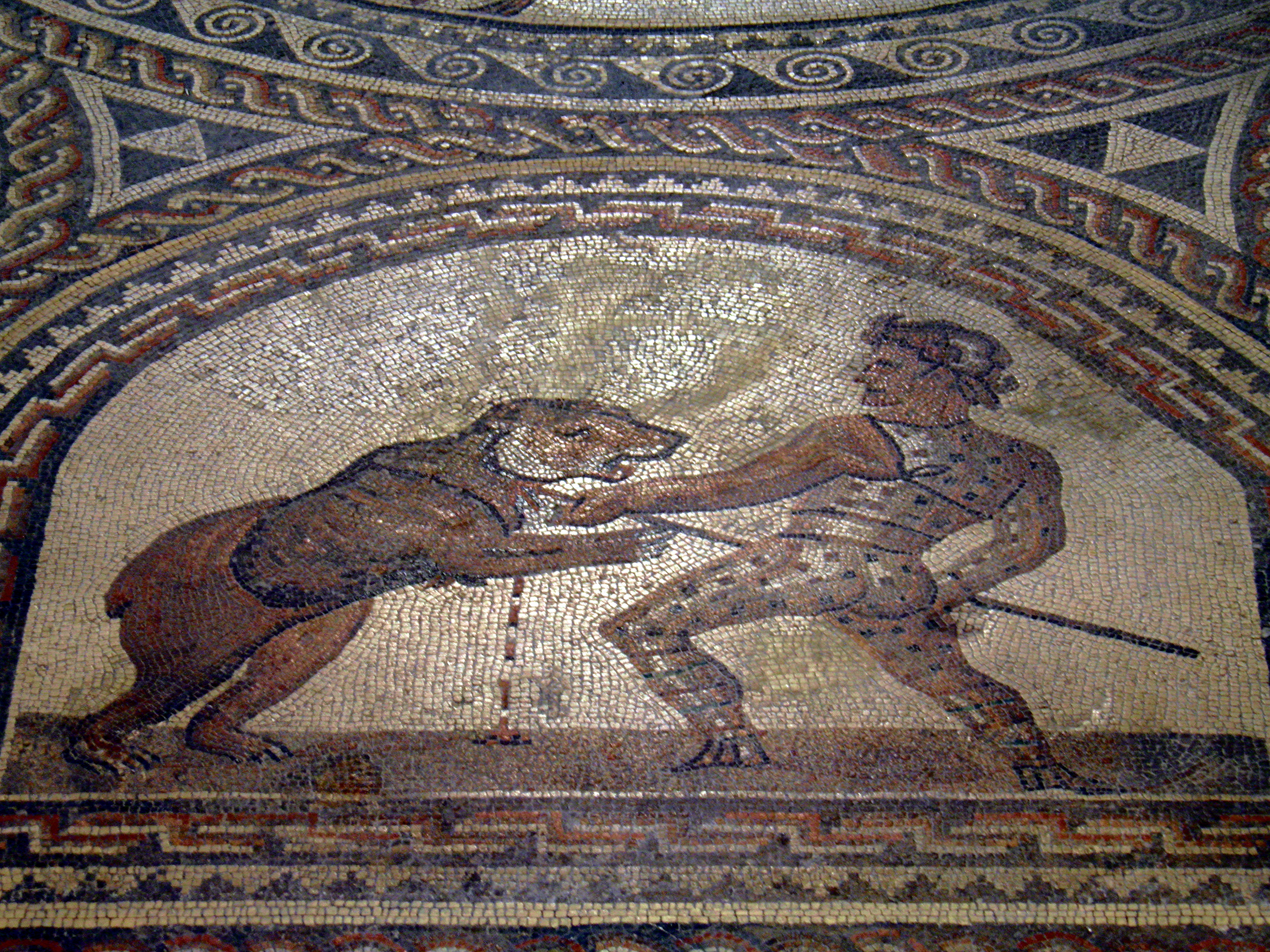
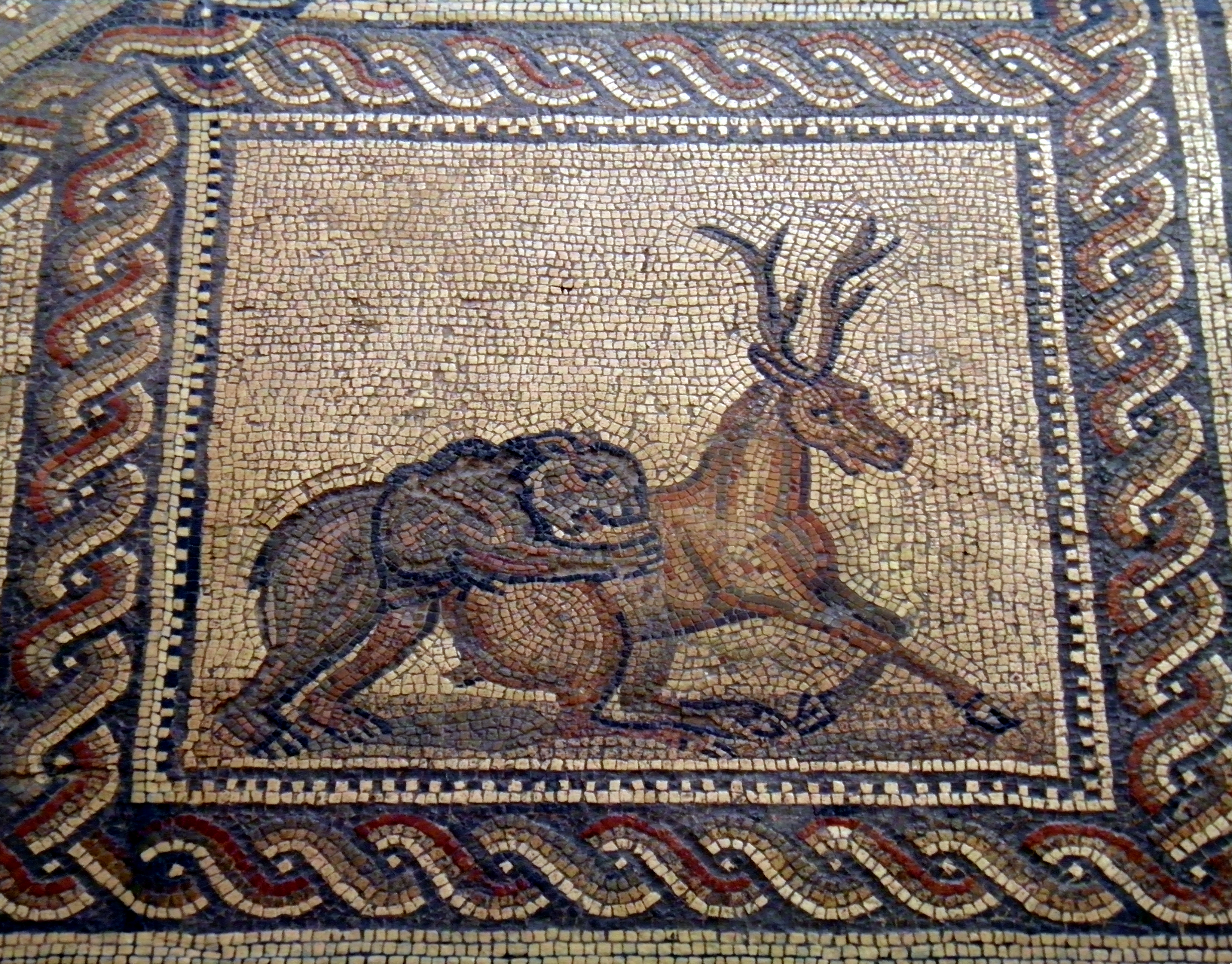
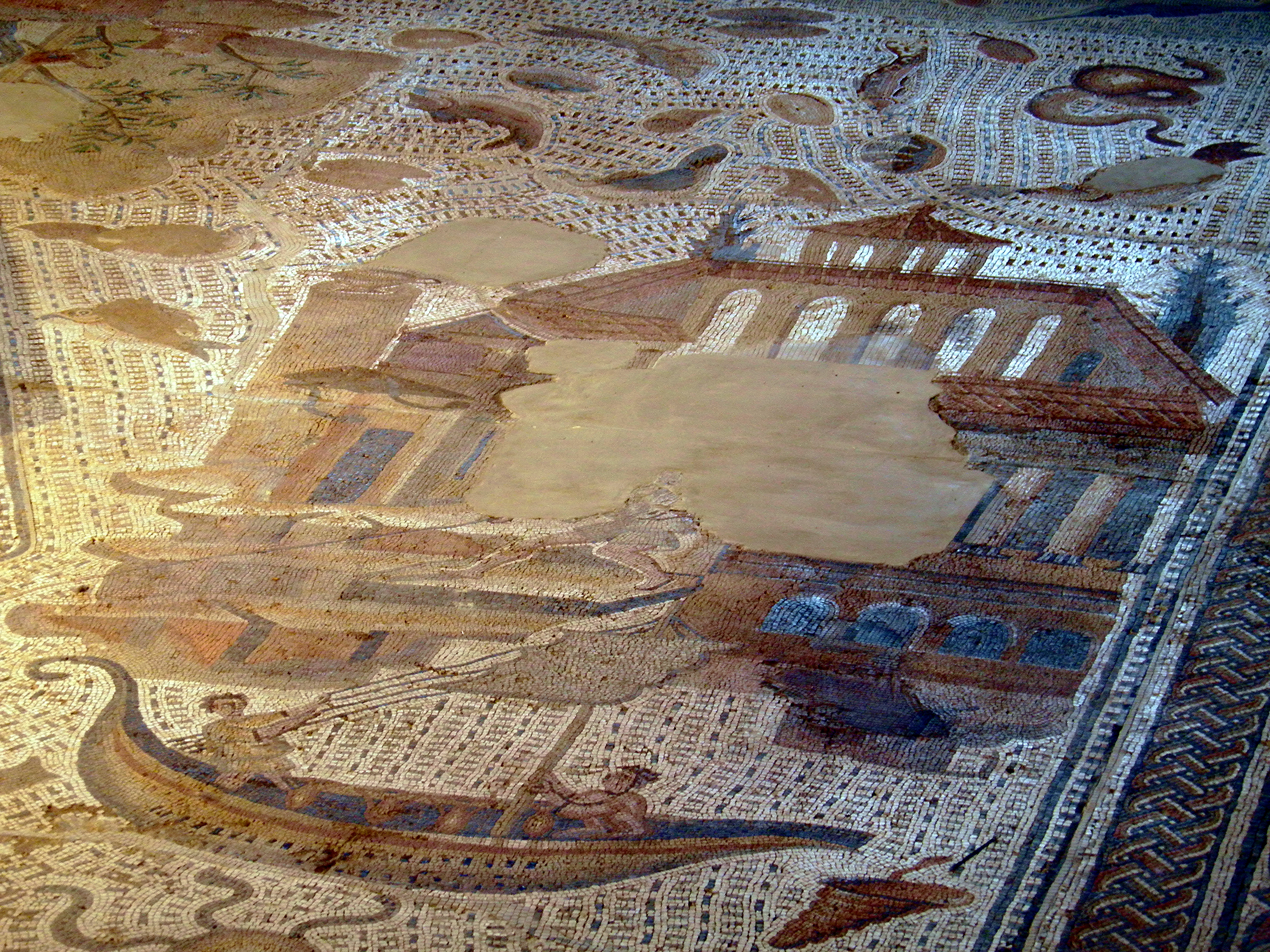
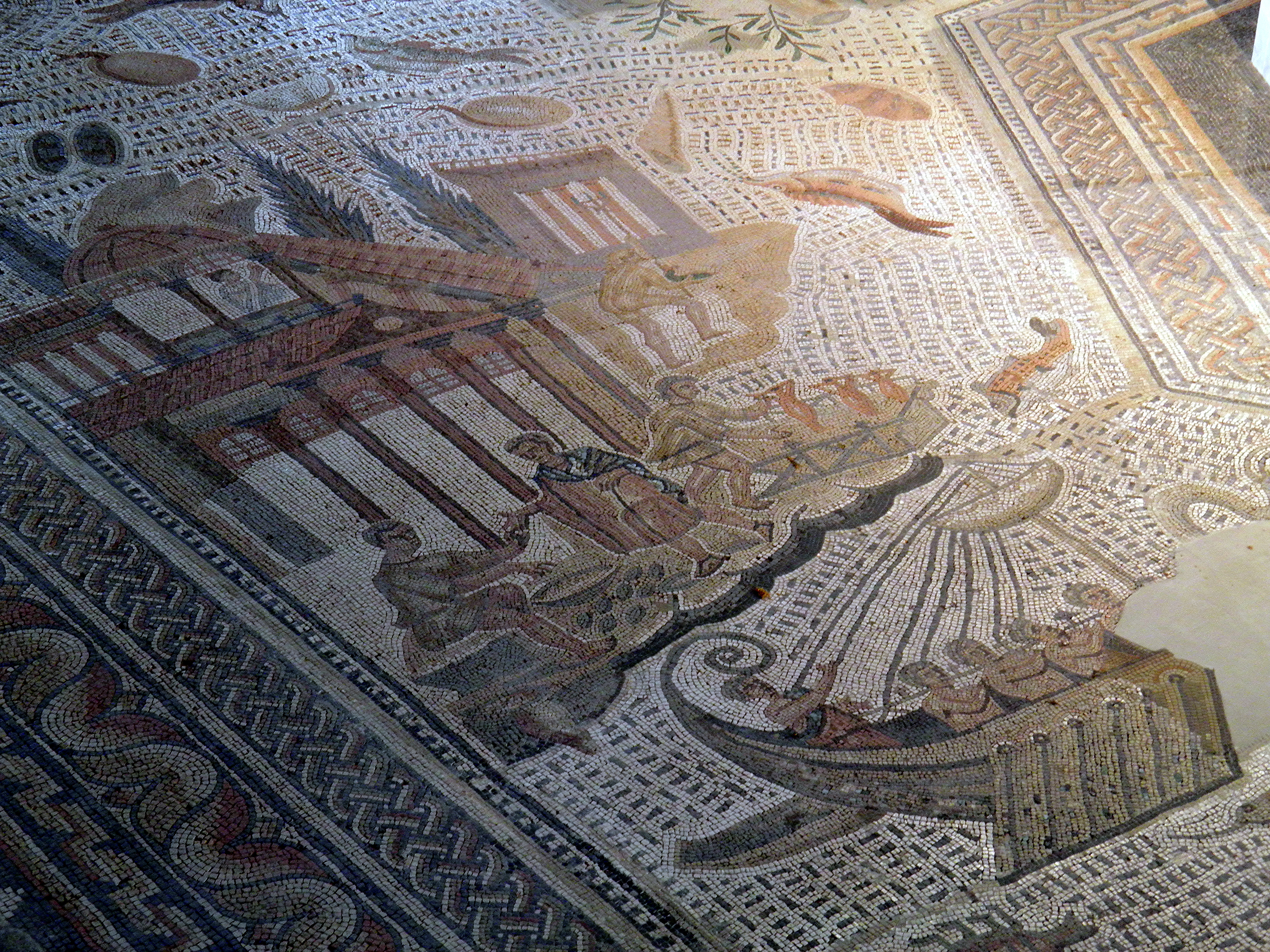